# Epilog norymberski
Epilog norymberski – polski czarno-biały fabularyzowany film dokumentalny z 1970 w reżyserii Jerzego Antczaka, będący inscenizacją procesu nazistów w Norymberdze toczonego w latach 1945–1946.

## O filmie
„Epilog norymberski” jest filmową wersją spektaklu Teatru Telewizji wystawionego przez Jerzego Antczaka w 1969. Scenariusz oparto na autentycznych dokumentach i stenogramach procesu odbywającego się po II wojnie światowej, wykorzystano także fragmenty archiwalnego filmu z Auschwitz-Birkenau, wyświetlonego w trakcie procesu. Na potrzeby Epilogu odtworzono wygląd sali sądowej, jednak wprowadzono pewne uproszczenia (m.in. zrezygnowano z tłumaczy, galerii dla prasy, zredukowano liczbę sędziów i obrońców).

## Fabuła
Do udziału w filmie zaproszono Karola Małcużyńskiego – korespondenta i naocznego świadka procesu, który wraz z narratorem (Andrzej Łapicki) na bieżąco komentuje przebieg procesu, uzupełniając film o własne wspomnienia. Całość uzupełniają sceny rozmów amerykańskiego psychologa więziennego dr Gustave’a Gilberta (Jan Englert) z oskarżonymi.
W filmie omawiane są m.in. następujące wydarzenia: prowokacja gliwicka, zbrodnie oddziałów nazistowskich, pożar Reichstagu, śmierć Adolfa Hitlera.

## Obsada
- Andrzej Łapicki – dwie role: narrator, oskarżyciel amerykański Robert Houghwout Jackson
- Karol Małcużyński – komentator (występuje w roli samego siebie)
- Henryk Bąk – Rudolf Heß
- Mieczysław Pawlikowski – Hermann Göring
- Ryszard Pietruski – Ernst Kaltenbrunner
- Tadeusz Białoszczyński – Wilhelm Keitel
- Henryk Borowski – Joachim von Ribbentrop
- Janusz Bukowski – Baldur von Schirach
- Tadeusz Cygler – generał Walther von Brauchitsch, świadek obrony
- August Kowalczyk – Alfred Jodl (w przedstawieniu Teatru Telewizji z 1969 wystąpił Mieczysław Voit)
- Władysław Hańcza – Hjalmar Schacht
- Zygmunt Maciejewski – Friedrich Paulus
- Janusz Zakrzeński – Hans Frank
- Jan Englert – dr Gustave Gilbert, psycholog amerykański
- Jadwiga Barańska – Vaillant Coutourier, więźniarka obozu w Auschwitz
- Karolina Lubieńska – Seweryna Szmaglewska, więźniarka obozu w Auschwitz
- Józef Fryźlewicz – mecenas Laternsen(inne języki)
- Aleksander Gąssowski – Francois Demanthon, oskarżyciel francuski
- Andrzej Szenajch – Hans Bernd Gisevius
- Ireneusz Kanicki – mecenas Kauffmann(inne języki), obrońca Kaltenbrunnera
- Stanisław Milski – mecenas Seidl, obrońca Franka
- Zdzisław Mrożewski – David Maxwell Fyfe, oskarżyciel brytyjski
- Adam Mularczyk – więzień obozu w Treblince
- Michał Pluciński – mecenas Nelte(inne języki)
- Aleksander Sewruk – Lord Geoffrey Lawrence, przewodniczący trybunału
- Andrzej Szczepkowski – Franz Exner, obrońca Sztabu Generalnego
- Igor Śmiałowski – generał Erwin Lahousen, świadek oskarżenia (w przedstawieniu Teatru Telewizji z 1969 wystąpił Leon Pietraszkiewicz)
- Jerzy Moes
- Jarosław Skulski

## Nagrody filmowe
- 1971 – Jerzy Antczak, MFTv „Złota Praga” – wyróżnienie honorowe Interwizji
- 1971 – Jerzy Antczak, MFTv „Złota Praga” – nagroda prasy międzynarodowej
- 1972 – Jerzy Antczak, Złoty Ekran – nagroda pisma Ekran
- 2008 – Jerzy Antczak, WorldFest Independent Film Festival – Platinum Award – 41